# Racu
Racu (em húngaro: Csíkrákos) é uma comuna romena localizada no distrito de Harghita, na região histórica da Transilvânia. A comuna possui uma área de  km² e sua população era de 1539 habitantes segundo o censo de 2007.